# ブルトン (ウルトラ怪獣)
ブルトンは、特撮テレビドラマ『ウルトラマン』をはじめとする「ウルトラシリーズ」に登場する架空の怪獣。別名は四次元怪獣。
全体の形状は塊状で手足が無く、あちこちからフジツボのような突起が出ている。先端の突起の孔からアンテナ状の繊毛（四次元繊毛）を1本から4本伸ばし、その本数によって様々な四次元現象を起こして攻撃する。体内に収容された脳は東京から静岡までほどの長さで、人間の腸のように細長い形状となっている。色は灰青色と赤に分けられている。

## 『ウルトラマン』に登場するブルトン
『ウルトラマン』第17話「無限へのパスポート」に登場。
宇宙（無重力圏）から落下し、バローン砂漠で世界的な探検家のイエスタデイによって採取された青と赤の隕石が、科学特捜隊の基地で同じ場所に保管され、スペキュラー熱線を照射されたことによって引き合い、核融合結合して誕生する。
科特隊の基地を霧状の四次元空間で覆い、科特隊のメンバーを無限の階段に上がらせるなどの現象で翻弄した（青い隕石だけでも、刺激を受けると開いて人間を四次元空間に閉じ込めることが可能）後、出動した防衛軍も体表の孔から伸ばした四次元繊毛からの光線や発光で、「戦車が空を飛ぶ」「戦闘機が地面を這う」などの四次元現象を起こして全滅させる。
奇怪な攻撃でウルトラマンをも苦しめるが、ウルトラマンのハイスピンで攻撃を狂わせられ、四次元繊毛を爆破されて空へ逃げようとしたところをスペシウム光線の2連発で小さくなる。最後はウルトラマンの手で握り潰され、宇宙へ運ばれる。
- スーツアクター：荒垣輝雄[出典 6]
  - 山村哲夫の証言によれば、震えるシーンでは荒垣のほかにもう1人スタッフが入っていたという（着ぐるみの中に縦棒が入っており、それを持って振動させていた）[12]。
- デザインは成田亨、造型は高山良策による[13][12]。成田はイソギンチャクやホヤなどの海棲軟体生物のイメージをもとに、「動く抽象形態（動く抽象物[14]）」としてデザインした[出典 7]。心臓と静脈、動脈をイメージして全体に赤と青の彩色が施された[出典 8]。中の太い針金によって操演されている[18]。脚本では、動物とも植物ともつかないコウモリのような羽根を持つ怪獣と描写されていた[12]。
- 命名は、シュルレアリストの詩人、アンドレ・ブルトンにちなむとされている[19][12]。
- ブルトンの発する鼓動音は、東宝映画『宇宙大怪獣ドゴラ』からの流用である[20]。
- 『ウルトラファイト』では、念力の使い過ぎでオーバーヒートしたところを倒される。
- スーパーファミコン版ゲーム『ウルトラマン』および後述の『ウルトラマン Fighting Evolution Rebirth』や『大怪獣バトル ULTRA MONSTERS』では、転がって攻撃してくる。

## 『ウルトラギャラクシー大怪獣バトル』に登場するブルトン
『ウルトラギャラクシー大怪獣バトル』第7話「怪獣を呼ぶ石」に登場。
惑星ボリスに隕石として落下し、そこを怪獣無法惑星に変貌させた元凶である。穴から伸ばす触角から、ペンドラゴンが墜落した原因である時空エネルギーも発する。地中から突如現れてペンドラゴンに襲いかかり、ゴモラにはレッドキング、テレスドン、ネロンガを呼び寄せて戦わせる（ゴモラから逃げる際には転がって移動するが、レッドキングらを呼び寄せてからはあまり移動しない）。リトラの火球を受けても平然としていたが、テレスドンの火炎で触角を焼き切られると、時空エネルギーが途絶えたことによって機能を回復したペンドラゴンのワイバーンミサイルを受け、倒される。
- 『ウルトラマン』以来、映像作品に再登場したのは初である。映像はフルCGで表現された。
- レイブラッド星人に操られ、本来は怪獣の存在しない『大怪獣バトル』の世界にて時空間の混乱を発生させ、さまざまな並行世界から怪獣が出現する事件「ギャラクシークライシス」を引き起こした元凶でもあるという裏設定が、書籍『ウルトラギャラクシー大怪獣バトル NEVER ENDING ODYSSEY 超全集』において明かされている[24]。

## 『ウルトラマンZ』に登場するブルトン
『ウルトラマンZ』第1話「ご唱和ください、我の名を！」および第14話「四次元狂騒曲」に登場。
様々な四次元現象を4種のアンテナで巻き起こすパラノーマルフェノメノンが得意技で、放射状に広がるアンテナAは物体消去能力を持ち、2対のアンテナBは落とし穴などを作る四次元現象を起こし、先端がフラッシュするアンテナCはAが消した物体を呼び戻し、矢のような先端のアンテナDはリング状の光線を放つ。また、攻撃を瞬間移動でかわすことや展開したバリアで防御することも可能。
第1話では、ウルトラマンゼロとウルトラマンゼットに追跡されるゲネガーグが飲み込んでいた小惑星の中に潜んでおり、出現直後にゼロを四次元空間に封じ込めて消息を絶つ。四次元空間内はウルティメイトイージス発動中のゼロでもすぐには脱出できないほど難解な構造となっており、第7話でゼロはエネルギーの消耗と引き換えにシャイニングゼロのシャイニングスタードライヴで時間を逆行させることにより、ようやく脱出に成功している。
第14話では、セレブロが寄生するカブラギシンヤが赤と青の隕石を融合させたことによってストレイジ統合基地前に再び出現し、時空を歪めてストレイジのメンバーを基地内に閉じ込めると、引き込んだ者の深層心理とリンクさせる四次元空間で翻弄する。その結果、第11話や第12話での一件から怪獣を倒すことについて悩んでいたナツカワハルキはウインダムに搭乗できないまま過去の世界にて父のマサルと再会し（マサルはこれによって自分の運命を悟る）、同様にナカシマヨウコはキングジョー ストレイジカスタム（キングジョーSC）に搭乗できないまま基地内の同じ場所を走り続けることとなった。
その後は街を蹂躙していたところ、何とか出撃してきたキングジョーSCや駆けつけてきたゼット ガンマフューチャーをアスファルト舗装の道路に陥没させるなどの四次元現象で手玉に取るが、ゼット ベータスマッシュに肉弾戦を経てハンマー投の要領で上空へ投げ飛ばされ、最後はゼット アルファエッジにM78流・竜巻閃光斬で撃破される。しかし、実は作中世界の宇宙を成立させるための不条理を引き受けていた存在でもあったことから、第15話では地球から遠い彼方を航行していたネオ・ブリタニア号にも計測されるほどの時空の歪みを経て宇宙の穴が生じ、グリーザが誕生することとなる。
- スーツアクター：新井宏幸
- スーツは新規造形[28]。
- 第15話に登場するグリーザで構想されていた回転する内引きを、ブルトンに変更することとなった[29]。ブルトンの登場により、不可思議な現象がストレイジの隊員に起こるエピソードとして描かれている[28]。撮影に際しては、内引きのオフィスセットを回転台に置き、GoProを一緒に置いてセットと一緒に回るように撮影している[29]。
- 登場は、造形部から怪獣のリメイクの希望を尋ねられるたびにブルトンをガヴァドンAと並べて挙げていたメイン監督の田口清隆が、どちらも可愛い系ゆえに難しいとの反発にもめげず「絶対ウケるから！」と言い続けた果てに叶ったものである[30][31][注釈 3]。

## 『ウルトラマントリガー NEW GENERATION TIGA』に登場するブルトン
『ウルトラマントリガー NEW GENERATION TIGA』第7話「インター・ユニバース」に登場。
バロッサ星人（四代目）の所持するガラクタに青と赤の隕石の状態で紛れていたが、『ウルトラマンZ』の世界の宇宙空間でウルトラマンゼットに追われていたバロッサ星人（四代目）が怪獣化させた直後に四次元空間を発生させ、引きずり込まれた彼らが『ウルトラマントリガー NEW GENERATION TIGA』の世界にたどり着くこととなる。

## ゲーム作品に登場するブルトン

### 『ウルトラマン Fighting Evolution Rebirth』に登場するブルトン
PS2ゲーム『ウルトラマン Fighting Evolution Rebirth』のウルトラモード EPISODE 01「新たなる侵略」、EPISODE 07「最強の幻影」に登場。
- 必殺技：物質機雷化現象、低次元転移現象

「新たなる侵略」では、地球の高層ビル群に突如現れたところにウルトラマンが現れ、戦闘を開始する。不利と見るや自身の周囲に空間湾曲を発生させ、打撃や光線など一切の物理攻撃を無効にするが、機転を利かせたウルトラマンによって空間湾曲ごと投げられ、消滅する。この際、ウルトラマンが2つの石を握り潰す。このブルトンについて調査隊の隊長は、過去にウルトラマンが倒した個体が何らかの力によって復活したものだと考える。
「最強の幻影」では夜の空港に再度出現し、すでにウルトラマンガイア (V2) と戦闘を始めていた。これについて調査隊の隊長は、怪獣復活のサイクルが早くなっていると推測する。最初から空間湾曲を発生させた状態であり、しかも今度は何度投げても解除されないため、ガイアの必殺技が一切通用しないうえに幻影ウルトラマンアグルを出現させ、撤退する。本物のウルトラマンアグル (V2) が助けに現れると、ガイアを自らの体内にある四次元空間に引きずり込み倒そうとするが、気力・体力の回復したガイアに返り討ちにされる。その後、ガイアは四次元空間を脱出し、幻影アグルを倒したアグルと共に帰還する。
後のエピソードで、復活はメフィラス星人の命を受けたジェロニモンによることが判明する。自身を高速回転させて体当たりするなど、過去の出現時よりも活動的になっている。
- 『ウルトラマン Fighting Evolution』シリーズには本作品が初登場であり、ポリゴンは新規に作成された。
- 設定上では『ウルトラマン』に登場したものと同一の個体。ただし、本作品の地球は過去にM78星雲出身のウルトラマンだけではなく、ウルトラマンティガ、ウルトラマンガイア、ウルトラマンコスモスなども訪れたことがある世界観である。
- 本作品での必殺技「低次元転移現象」は、「幻覚でブルトン自身を何倍にも巨大に見せ、そのまま転がって圧殺する」という、本来の設定を活かしたものである。

### ファミコン『ウルトラマン倶楽部』
『ウルトラマン倶楽部2』では、ザコ怪獣にしてカプセル怪獣でもあり、味方の防御力がアップする。
『ウルトラマン倶楽部3』では、ボス怪獣であり、四次元空間でキングマイマイを拘束する。体力は1600。

#### 幻影ウルトラマンアグル
EPISODE 07「最強の幻影」に登場。
- 必殺技：カウンターアグルセイバー、フォトンクラッシャー、フォトンスクリュー

ブルトンとの戦闘中、ウルトラマンガイアは本物のアグルが助けに来たと思い込み安心するが、実はブルトンがガイアの記憶を元に出現させた幻影であり、ガイアを背後からアグルセイバーで襲う。ブルトン戦で披露していたガイアの必殺技は一切通用せず、ガイアを追い詰めたところに駆けつけた本物のアグルによって阻まれた末に敗れ、消滅する。
- ポリゴンはウルトラマンアグル（V2）の流用。元々は前作『ウルトラマン Fighting Evolution3』で作成された物である。
- 『ウルトラマンガイア』に登場する幻影ウルトラマンアグルは初期のウルトラマンアグルの姿で、本物との外見上の差異はないが、こちらの幻影ウルトラマンアグルはV2の姿で、眼と必殺技とアグルセイバーが紫色である。
- VSおよびバトルモードではプレイヤーが操作可能。VSモードではCPUでウルトラマンアグルを選択すると登場し、バトルモードではウルトラマンガイアおよびウルトラマンコスモス、カオスロイドU、S、Tで挑戦すると登場する。コスモスのフルムーンレクトで止めをさすと、消滅するエフェクトになる。

### 『大怪獣バトル ULTRA MONSTERS』に登場するブルトン
『大怪獣バトル ULTRA MONSTERS』第3話「ジェロニモンの恐怖」、EX第13話「暴走四次元エリア」に登場。
やはり次元を操る怪獣として登場。第1話から第3話にかけて地球に怪獣を送り込んでいた犯人で、ジェロニモンと組んで暗躍していたらしい。自身が登場する第3話では超コッヴとレイキュバス、ジェロニモンを送り込み、主人公の怪獣と戦わせる。それらが倒されると異次元へ逃亡して異次元空間の扉を開き、主人公とピグモンを荒野へ飛ばす。その後、第13話で恐竜戦車を倒してカネゴンと出会った主人公とピグモンの前に、再び出現する。異次元からレッドキングとレイキュバスを呼び出したうえ、自身も主人公に襲いかかる。バトルナイザーの怪獣とカネゴンによって退けられた後は次元の狭間に消えるが、今度はその際に周囲のものをすべて吸い込む四次元を発生させ、主人公とピグモンを惑星ボリスへ飛ばす。その後の生死は不明。
カードなどの解説では、レイブラッド星人がレイオニクスの成長を促すために送り込んだ怪獣とされている。
全ステータス均一で、スタミナも4ラウンドという唯一無二の性能の持ち主である。必殺技もブルトンらしいものが多く、敵を別次元空間に吸収してダメージを与える「異次元吸収」や四次元繊毛から放つ「金縛り光線」のほか、今までのゲーム作品同様に転がって敵を攻撃する「ローリングブルトン」を使用できる。さらに、NEO第6弾からはEXタイラントとのタッグ必殺技「四次元ハンマー」が発動可能となっている。
- ポリゴンは『ウルトラマン Fighting Evolution Rebirth』の流用。

## その他
- 映画作品
  - 『大怪獣バトル ウルトラ銀河伝説 THE MOVIE』では、百体怪獣ベリュドラの左腕を構成する怪獣の1体となっている[33]。
  - 『劇場版 ウルトラマンオーブ 絆の力、おかりします!』では、宇宙魔女賊ムルナウが拠点としている洋館への侵入者たちに対し、ブルトンの怪獣カードを用いて空間を歪めながら翻弄している。
- 漫画作品
  - 『ウルトラ忍法帖』では、悪の組織「朧党」の忍獣「武留屯」として登場。妻の武留代と息子の武留太郎がいる。
  - 『ウルトラマンSTORY 0』では、イカルス星人の操る怪獣として登場。
  - 『ウルトラマン THE FIRST』では、バルタン星人の操る怪獣として登場。人間だったころのジャミラを拉致したり、宇宙ステーションを占拠するなど暗躍するが、最終的にはウルトラマンに倒される。
  - 『漫画『ウルトラ怪獣擬人化計画 ギャラクシー☆デイズ』』では、「ブルブルーッ」という独特な鳴き声を発する。
- テレビ番組『ウルトラゾーン』第10話のアイキャッチでは、公園のシンボル像としての姿が描かれている[34]。
- ゲーム『グレイトバトル フルブラスト』では、エンペラ星人配下の怪獣として出現する。ウルトラプラネットに怪獣や怪人を無数に召喚し、主人公一派を襲わせる。
- 小説『ウルトラマンF』では、躁躁と鬱鬱によってクローンが作られている。